# Daitari
Daitari è una suddivisione dell'India, classificata come census town, di 4.239 abitanti, situata nel distretto di Kendujhar, nello stato federato dell'Orissa. In base al numero di abitanti la città rientra nella classe VI (meno di 5.000 persone).

## Geografia fisica
La città è situata a 21° 6' 0 N e 85° 45' 0 E e ha un'altitudine di 228 m s.l.m..

## Società

### Evoluzione demografica
Al censimento del 2001 la popolazione di Daitari assommava a 4.239 persone, delle quali 2.273 maschi e 1.966 femmine. I bambini di età inferiore o uguale ai sei anni assommavano a 483, dei quali 272 maschi e 211 femmine. Infine, coloro che erano in grado di saper almeno leggere e scrivere erano 2.941, dei quali 1.763 maschi e 1.178 femmine.